# الکهوند نروژی
الکهوند نروژی (به انگلیسی: Norwegian Elkhound)، نام یکی از نژادهای سگ است که خاستگاه آن به نروژ بازمی‌گردد.